# 天弓 (ミサイル)
天弓
- 用途：地対空迎撃
- 分類：地対空ミサイル
- 設計者：韓国国防科学研究所
- 製造者：LIGNEX1
- 運用者：大韓民国空軍
  -  韓国
- 生産開始：2012年
- 運用開始：2016年[1]

天弓1（てんきゅう（チョングン）、朝: 천궁-1호、KM-SAM、Cheolmae-2）は、大韓民国（韓国）が開発した、一連のミサイル防衛のミサイル名である。MIM-23 HAWKに代わる目的で開発され、2020年基準で18砲台が配備されている。天弓のコードネームは、ミサイル防衛用の天弓2（천궁 2호）と共通している。天弓はロシアのS-400を元に開発されたと見られている。2016年から配備された。
2025年7月、韓国の防衛事業庁（DAPA）は「天弓1」改良型の開発に着手したと公表した。開発費は6,440億ウォン（4億6,200万米ドル）の予定で、ミサイルシステムの管制センターと多機能レーダーの改良を含む。DAPAは、改良された天弓1の性能は天弓2と同等になり、弾道ミサイル防衛能力、低高度探知能力、同時交戦能力が強化されるとしている。2027年までに開発予定。

## 事故
2019年3月18日 - 江原道春川市の空軍基地配備されていた天弓ミサイルが整備中に暴発する事故が発生。ミサイルは発射直後に空中で爆発した。この際の報道では、天弓の開発費が約8000億ウォン、1発の価格が約15億ウォンと報道されている。

## 參照
- 天弓2（천궁 2호、改良型）